# Stuart Rosenberg
Pour les articles homonymes, voir Rosenberg.
Stuart Rosenberg, né le 11 août 1927 à Brooklyn (New York), et mort le 15 mars 2007 à Beverly Hills, est un réalisateur américain connu notamment pour ses films Amityville, la maison du diable, Brubaker ou Luke la main froide.

## Filmographie

### Au cinéma
- 1960 : Crime, société anonyme (Murder, Inc.)
- 1961 : Question 7
- 1967 : Luke la main froide (Cool Hand Luke)
- 1969 : Folies d'avril (The April Fools)
- 1970 : Move
- 1970 : WUSA
- 1972 : Les Indésirables (Pocket Money)
- 1973 : Le Flic ricanant (The Laughing Policeman)
- 1975 : La Toile d'araignée (The Drowning Pool)
- 1976 : Le Voyage des damnés (Voyage of the Damned)
- 1979 : Amityville : La Maison du diable (The Amityville Horror)
- 1979 : Avec les compliments de Charlie (Love and Bullets)
- 1980 : Brubaker
- 1984 : Le Pape de Greenwich Village (The Pope of Greenwich Village)
- 1986 : Six hommes pour sauver Harry (Let's Get Harry)
- 1991 : My Heroes Have Always Been Cowboys (en)

### À la télévision
- 1960-1962 : 16 épisodes de la série télévisée américaine Les Incorruptibles (The Untouchables), avec Robert Stack
- 1960 : La Flèche dans le ciel (I Shot an Arrow into the Air), épisode 15, saison 1, de la série télévisée américain La Quatrième Dimension (The Twilight Zone)
- 1961 : Après-midi d'un cowboy (Afternoon of a Cowboy), épisode 1, saison 1, de la série télévisée américaine C'est arrivé à Sunrise (Bus Stop)
- 1961 : Jaws of Darkness, épisode 14, saison 1, de la série télévisée américaine C'est arrivé à Sunrise (Bus Stop)
- 1962 : Crient vers le ciel (Cry to Heaven), épisode 16, saison 1, de la série télévisée américaine C'est arrivé à Sunrise (Bus Stop)
- 1962 : Turn Home Again, épisode 18, saison 1, de la série télévisée américaine C'est arrivé à Sunrise (Bus Stop)
- 1963 : Il est vivant (He's Alive), épisode 4, saison 4, de la série télévisée américain La Quatrième Dimension (The Twilight Zone)
- 1963 : La Muette (Mute), épisode 5, saison 4, de la série télévisée américain La Quatrième Dimension (The Twilight Zone)
- 1964 : Calhoun: County Agent
- 1965 : Memorandum for a Spy
- 1965 : Rawhide (série TV)
- 1966 : Une petite rébellion (A Small Rebellion)
- 1966 : Fame Is the Name of the Game